# Île Fridtjof
Pour les articles homonymes, voir Fridtjof.
L'île Fridtjof (en anglais Fridtjof Island) est une île de l'Antarctique située dans l'archipel Palmer, dans le nord-ouest de la terre de Graham. Elle se trouve au nord-est de l'île Vázquez (en) et au sud-est de l'île Wiencke.
L'île, nommée en l'honneur de l'explorateur norvégien Fridtjof Nansen, est découverte à la fin du XIXe siècle par l'expédition antarctique belge dirigée par Adrien de Gerlache.
Située dans la péninsule Antarctique, une région revendiquée par le Chili, l'Argentine et le Royaume-Uni, elle tombe sous le traité sur l'Antarctique et aucune des revendications n'est actuellement reconnue.